# Tabernáculo de fe
El Tabernáculo de fe (en inglés: Faith Tabernacle) es una megaiglesia evangélica neocarismática en Lagos, Nigeria, afiliada con Living Faith Church Worldwide. El pastor principal es David Oyedepo.

## Historia
En 1981, David Oyedepo, un graduado de arquitectura de 26 años con un doctorado en desarrollo humano, tiene una visión para su ministerio. Luego comienza una obra misionera. En 1983, fue ordenado pastor por el pastor Enoch Adeboye. Living Faith Church Worldwide se fundó el 11 de diciembre de 1983. El edificio de la iglesia, llamado Faith Tabernacle, se construyó en menos de 12 meses y su dedicación se lleva a cabo en diciembre de 1998.  En 2015, la iglesia tiene una asistencia de 50,000 personas.

## Edificio
La construcción del Faith Tabernacle tiene una capacidad de 50 400 asientos. Cubre aproximadamente 70 hectáreas y está construido dentro de un complejo llamado Canaanland, que tiene un tamaño de más de 10 500 hectáreas (42 km²), en Ota, un suburbio de Lagos. En 2008, aparece en la lista de Libro Guinness de los récords como el auditorio más grande de la iglesia en términos de número de asientos.